# Sticherus brittonii
Sticherus brittonii är en ormbunkeart som först beskrevs av William Ralph Maxon, och fick sitt nu gällande namn av Takenoshin Nakai. Sticherus brittonii ingår i släktet Sticherus och familjen Gleicheniaceae. Inga underarter finns listade.